# Pseudomonas corrugata
Espèce
Pseudomonas corrugata est une espèce de protéobactéries (désormais Pseudomonadota) de la famille des Pseudomonadaceae à répartition cosmopolite.
C'est une bactérie à Gram négatif, phytopathogène, qui est le principal agent causal de la maladie de la moelle noire de la tomate.
Le symptôme typique provoqué par une infection à Pseudomonas corrugata chez la tomate est une nécrose ou un évidement de la moelle des tiges. Le syndrome détermine la perte de turgescence de la plante, des zones  nécrotiques, et de longues racines adventives bien visibles sur les tiges.

## Taxinomie
L’espèce a été décrite par Pauline Roberts & Caroline M. Scarlett en 1981 et la description a été amendée par Laurent Sutra et al. en 1997.

## Liste des non-classés
Selon NCBI (3 décembre 2020) :
- non-classé Pseudomonas corrugata CFBP 5454